# التنجيم عند الصينيين
يعتمد التنجيم في الصين على علم الفلك والتقويمات التقليدية. ازدهر التنجيم الصيني خلال عهد أسرة هان (القرن الثاني قبل الميلاد إلى القرن الثاني الميلادي).
يرتبط التنجيم في الصين ارتباطًا وثيقًا بالفلسفة الصينية (نظرية التناغمات الثلاثة: السماء والأرض والإنسان) ، ويستخدم مفاهيم غير موجودة في التنجيم الغربي [الإنجليزية]، مثل نظرية العناصر الخمسة، والسيقان السماوية العشر، و اثنا عشر فرعًا أرضيًا، والتقويم القمري (تقويم القمر وتقويم الشمس)، وحساب الوقت باستخدام السنوات والأشهر والأيام والشيشن (ساعة مزدوجة).

## تاريخ
تطور التنجيم في الصين خلال عهد أسرة تشو (1046-256 قبل الميلاد) وازدهر خلال عصر أسرة هان (القرن الثاني قبل الميلاد إلى القرن الثاني الميلادي). كانت فلسفة يين يانغ ونظرية العناصر الخمسة ومفاهيم السماء والأرض والأخلاق الكونفوشيوسية ، جوانب معروفة جيدًا في الثقافة الصينية التقليدية التي جمعت معًا خلال عصر أسرة هان لإضفاء الطابع الرسمي على الأسس الفلسفية للطب الصيني والعرافة والتنجيم والكيمياء.
ترتبط الكواكب الخمسة الكلاسيكية بنظرية العناصر الخمسة كما يلي:
- الزهرة - المعدن (الببر الأبيض)
- المشتري- الخشب (أزور دراجون)
- عطارد- الماء (السلحفاة السوداء)
- المريخ - النار (الطائر القرمزي) (قد يكون مرتبطًا بطائر الفينيق الذي كان أيضًا رمزًا إمبراطوريًا جنبًا إلى جنب مع التنين)
- زحل - الأرض (التنين الأصفر)

ترتكز الأبراج الصينية على علم الفلك التقليدي والتقويمات. عرف الصينيون القدماء إثنا عشرة طاقة تسري في الكون وكل عام تسري إحدى الطاقات في الكون ومدة الطاقة سنة قمرية كاملة، وكل من يولد في إحدى السنوات يتميز بطبائع وأخلاق مختلفة وسمى الصينيون كل سنة باسم حيوان صفاته تشبه طبائع المواليد في البرج والأبراج هي:
1. -برج الفأر:(2020-2008-1996-1984-1972-1960-1948-1936-1924-1912-1900) المحب الطبيعة والترف ورمزه الحياة أو الطبيعة
2. - برج الثور: (2021-2009-1997-1985-1973-1961-1949-1937-1925-1913-1901) النشيط والمتشائم ورمزه الأرض
3. - برج الببر: (2022-2010-1998-1986-1974-1962-1950-1938-1926-1914-1902) المتحرر والحذر ورمزه الحرية
4. - برج الأرنب: (2023-2011-1999-1987-1975-1963-1951-1939-1927-1915-1903) العنيد والمتأمل ورمزه القمر
5. - برج التنين: (2024-2012-2000-1988-1976-1964-1952-1940-1928-1916-1904) المتهور الحالم ورمزه النار
6. - برج الثعبان: (2025-2013-2001-1989-1977-1965-1953-1941-1929-1917-1905) الشكوكة والحكيمة ورمزها الحكمة
7. - برج الحصان: (2026-2014-2002-1990-1978-1966-1954-1942-1930-1918-1906) الفضولي والثرثار ورمزه الهواء
8. - برج العنزة: (2027-2015-2003-1991-1979-1967-1955-1943-1931-1919-1907) الثائرة والمتفائلة ورمزها الحرب
9. - برج القرد: (2028-2016-2004-1992-1980-1968-1956-1944-1932-1920-1908) المرح والمغامر ورمزه المعدن
10. - برج الديك: (2029-2017-2005-1993-1981-1969-1957-1945-1933-1921-1909) المغرور والمنظم ورمزه الشمس
11. - برج الكلب: (2030-2018-2006-1994-1982-1970-1958-1946-1934-1922-1910) الأمين والوفي ورمزه السلام
12. - برج الخنزير: (2031-2019-2007-1995-1983-1971-1959-1947-1935-1923-1911) المثقف وطيب القلب ورمزه الماء

## الساعات
تُستخدم الأبراج الصينية أيضًا لتسمية ساعات اليوم، حيث تقابل كل علامة "ساعة واسعة" أو "شيشن" (時辰)، وهي فترة مدتها ساعتين. (24 مقسومة على 12 حيوان)
الساعة الطويلة التي يولد فيها الإنسان هي وحشته السرية كما قلنا أعلاه.
يحدد وقت الميلاد العلامة الثانية للشخص أو علامة الصعود في التنجيم عند الصينين.
الأوقات التالية بالتوقيت الشمسي:
| وقت           | لافتة   |
| ------------- | ------- |
| 23:00 - 01:00 | الفأر   |
| 01:00 - 03:00 | الثور   |
| 03:00 - 05:00 | الببر   |
| 05:00 - 07:00 | الأرنب  |
| 07:00 - 09:00 | التنين  |
| 09:00 - 11:00 | الأفعى  |
| 11:00 - 13:00 | الحصان  |
| 13:00 - 15:00 | العنزة  |
| 15:00 - 17:00 | القرد   |
| 17:00 - 19:00 | الديك   |
| 19:00 - 21:00 | الكلب   |
| 21:00 - 23:00 | الخنزير |

بالنسبة للشخص المولود في دبي، أوقات الولادة للإشارة إليها هي:
| - 23:19 - 01:18: الفأر - 01:19 - 03:18: الثور - 03:19 - 05:18: الببر - 05:19 - 07:18: الأرنب - 07:19 - 09:18: التنين - 09:19 - 11:18: الأفعى - 11:19 - 13:18: الحصان - 13:19 - 15:18: العنزة - 15:19 - 17:18: القرد - 17:19 - 19:18: الديك - 19:19 - 21:18: الكلب - 21:19 – 23:18: الخنزير |

## وصلات خارجية
- اكتشف برجك الصيني

|                                                                                        | الأبراج الصينية (生肖)        |
| برج الفأر (鼠 شُو) – برج الثور الصيني (牛 نيو) – برج الببر (虎 هُو) – برج الأرنب (兔 تُو) |                               |
| برج التنين (龍 لونغ) – برج الثعبان (蛇 شهْ) برج الحصان (馬 مَا) – برج العنزة (羊 يانغ)   |                               |
| برج القرد (猴 هُوو) – برج الديك (鷄 جِي) – برج الكلب (狗 غُو) – برج الخنزير (猪 زُو)       |                               |
|                                                                                        | أبراج صينية \| التقويم الصيني |